# Gremlin
El gremlin és un monstre llegendari que fa estavellar-se els avions. Té un doble vessant, de dia els gremlins són macos i semblants a peluixos o mascotes, amb la qual cosa s'atreuen l'interès dels humans, que se'ls emporten. De nit es transformen i adopten el seu veritable aspecte, molt canviant segons les fonts. Poden tenir versions femenines, que en el seu costat positiu s'assemblen a una fada.
Han aparegut a diversos programes televisius i pel·lícules, com ara Gremlins, un film de 1984 que barrejava elements d'humor i terror, una ambigüitat lligada sovint a aquestes criatures. Per aquest motiu en la seva versió positiva actuen com a mascotes protectores i com a tals apareixen a sèries de dibuixos animats o ninots per als nens.

## Mogwai
Els mogwai són la primera fase dels Gremlins. Els mogwai, tenen tres normes les quals no poden trencar segons el que s'especifica als diferents llargmetratges on surten: No els pot tocar l'aigua, No es poden exposar a la llum perquè la llum del sol els mataria i no poden menjar després de mitjanit.

### Reproducció
La reproducció d'un mogwai és asexual, ja que per a poder reproduir-se, el mogwai originari ha d'entrar en contacte amb l'aigua, moment a partir del qual es genera una reacció a la seva esquena que permet una divisió del seu organisme i la creació de nous espècimens.

### Transformació
En el cas, que un mogwai mengi més enllà de la mitjanit, es produeix un procés de transformació que acaba en la reconversió de l'espècimen en un ser diferenciat després d'un període de letargia en un capoll. Aquest nou espècimen, presenta una personalitat antisocial orientada a la destrucció i la satisfacció immediata dels impulsos, a diferència dels mogwai no transformats. Val a dir, que durant la primera part de la saga de pel·lícules de Gremlins, es bateja als mogwai transformats com a Gremlins per part d'un veterà de la Segona Guerra Mundial en referència al fet que un gremlin era el nom que donaven els soldats a una peça de fabricació de fora dels Estats Units que es trobava en l'armament de les tropes americanes posada expressament perquè aquests fallessin.